# Biarum marmarisense
Biarum marmarisense är en kallaväxtart som först beskrevs av Peter Charles Boyce, och fick sitt nu gällande namn av Peter Charles Boyce. Biarum marmarisense ingår i släktet Biarum och familjen kallaväxter. Inga underarter finns listade.